# Lounge bar

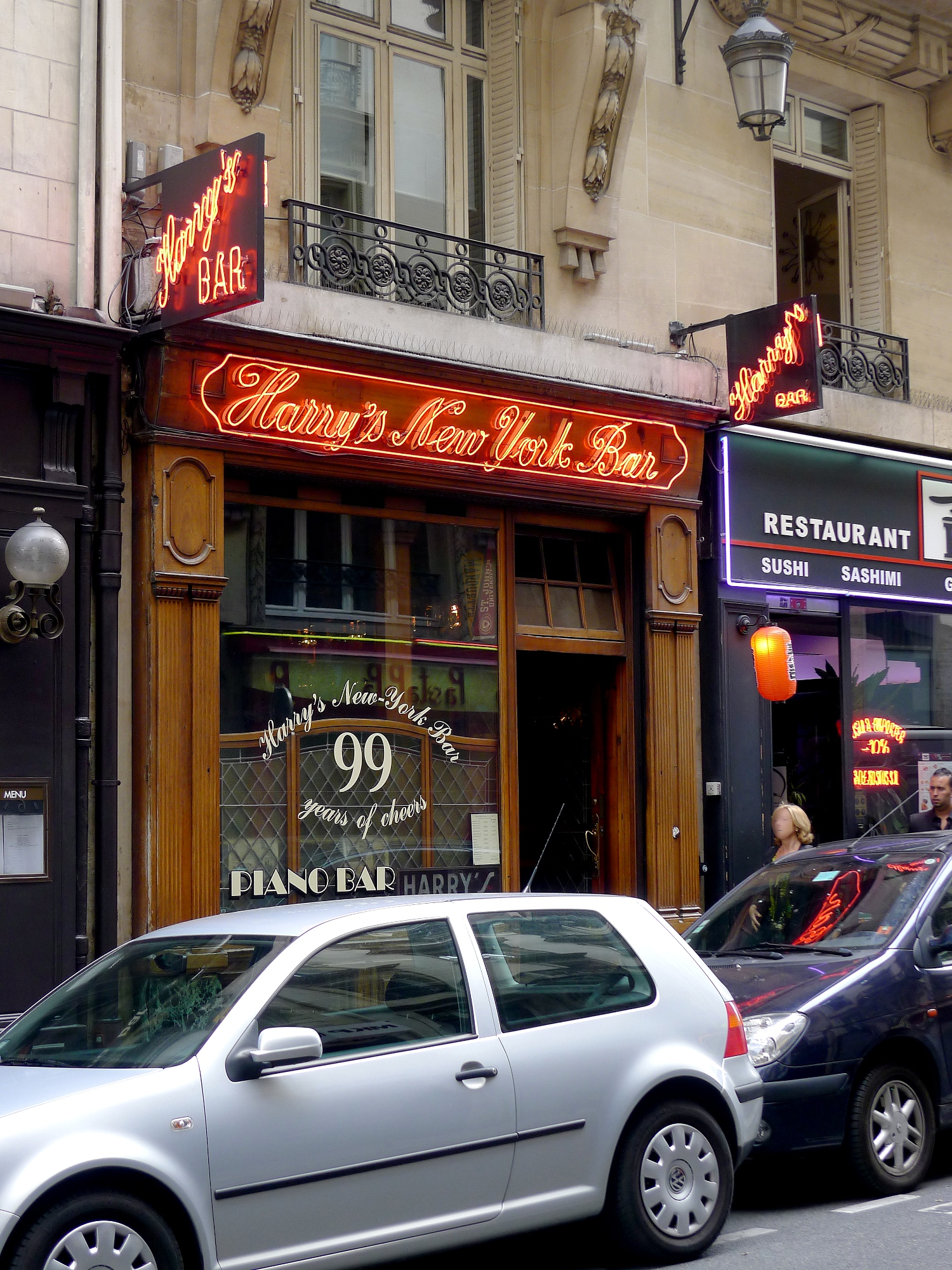
Ingresso dell'Harry's Bar a Parigi

Con la locuzione lounge bar si indica un tipo di locale pubblico per la vendita di bevande, soprattutto alcoliche.

## Caratteristiche
Un lounge bar ha una progettazione ambientale complessiva, in cui ogni elemento deve integrarsi con tutti gli altri, in modo da contribuire a massimizzare un'esperienza soggettiva "multisensoriale" avente lo scopo di dar vita ad uno stato di comfort e di relax.

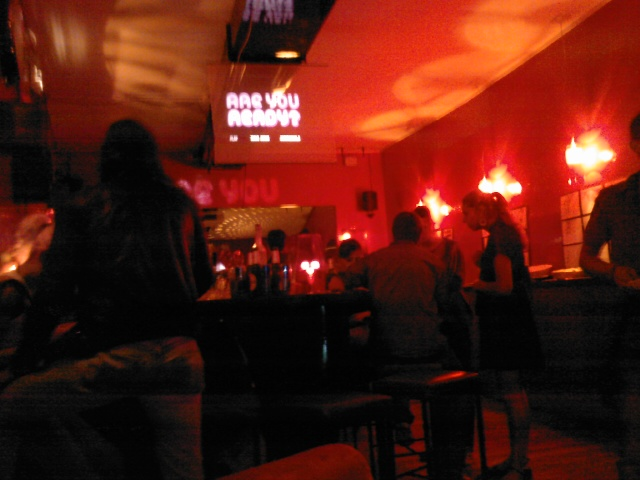
Lounge bar a Firenze

## Storia
Il lounge bar, al chiuso ma anche all'aperto, si è diffuso soprattutto in Europa e a partire dalla fine degli anni '90 del XX secolo.

## Arredamento
Deriva da un'evoluzione dell'american bar, erogando gli stessi servizi, ma con la presenza nel locale di angoli speciali raccolti e riservati, perché parzialmente separati, rivolti al proprio specifico target di pubblico. Si tratta generalmente di piccoli salotti (da cui appunto il nome lounge) con poltrone, divanetti sofà e tavoli bassi, in un arredamento lineare e minimale, dallo stile moderno o contemporaneo.

## Illuminotecnica
Nell'ambiente è quasi sempre presente una luce soffusa e indiretta, dai toni caldi, spesso colorata lungo le pareti.

## Musica

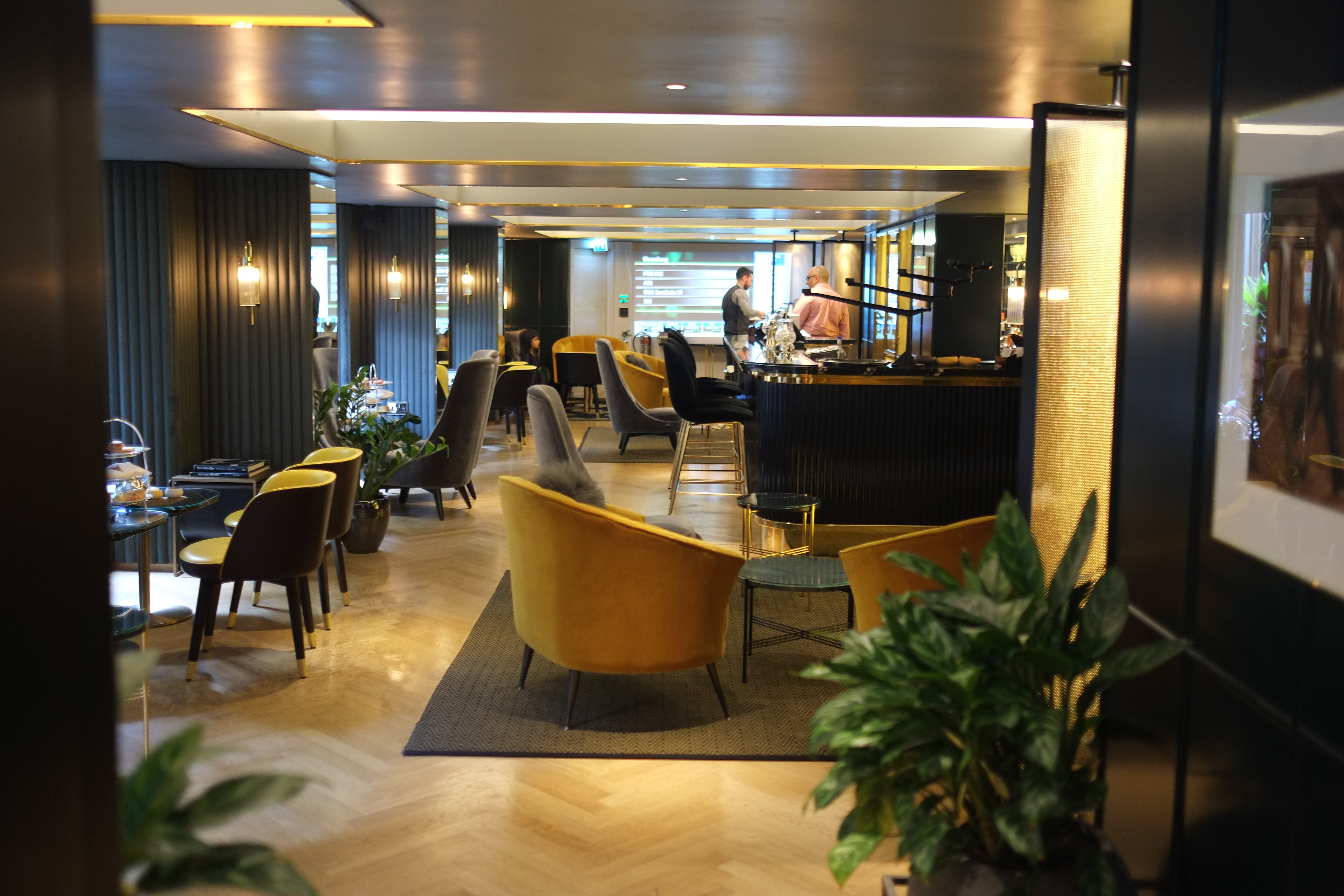
Lounge bar a Piccadilly

La musica è selezionata per il luogo e le circostanze. Deve creare gradevolezza e tranquillità, e contribuire così ad una estesa percezione di rilassamento, predisponendo i clienti ad una sensazione di benessere. Al tempo stesso però deve essere di facile ascolto, impegnando poco il fruitore nel seguirla, e rendendo possibile in ogni momento lo svolgersi di una comunicazione verbale senza alcuna difficoltà tra persone in compagnia. Questo perché la socializzazione resta sempre il fine ultimo del lounge bar. Viene quindi utilizzata una particolare musica, che viene diffusa solo in sottofondo, morbida e suadente, basata su melodie e ritmi soft, con largo uso di echi e riverberi, e con un tessuto sonoro di base volto ad evocare l'intuizione di orizzonti sconfinati. Le caratteristiche ricorrenti di questa musica, ovvero l'uso di sintetizzatori e miscelatori per dar vita a strutture semplici e ripetitive, finalizzate a creare atmosfere eteree e oniriche, senza però venir meno a un generale senso estetico di base, hanno dato origine a un genere musicale proprio, il cui nome viene fatto derivare dallo scopo stesso per cui questo genere è nato. Ci si riferisce quindi a esso con il termine lounge music o anche semplicemente con il termine lounge.

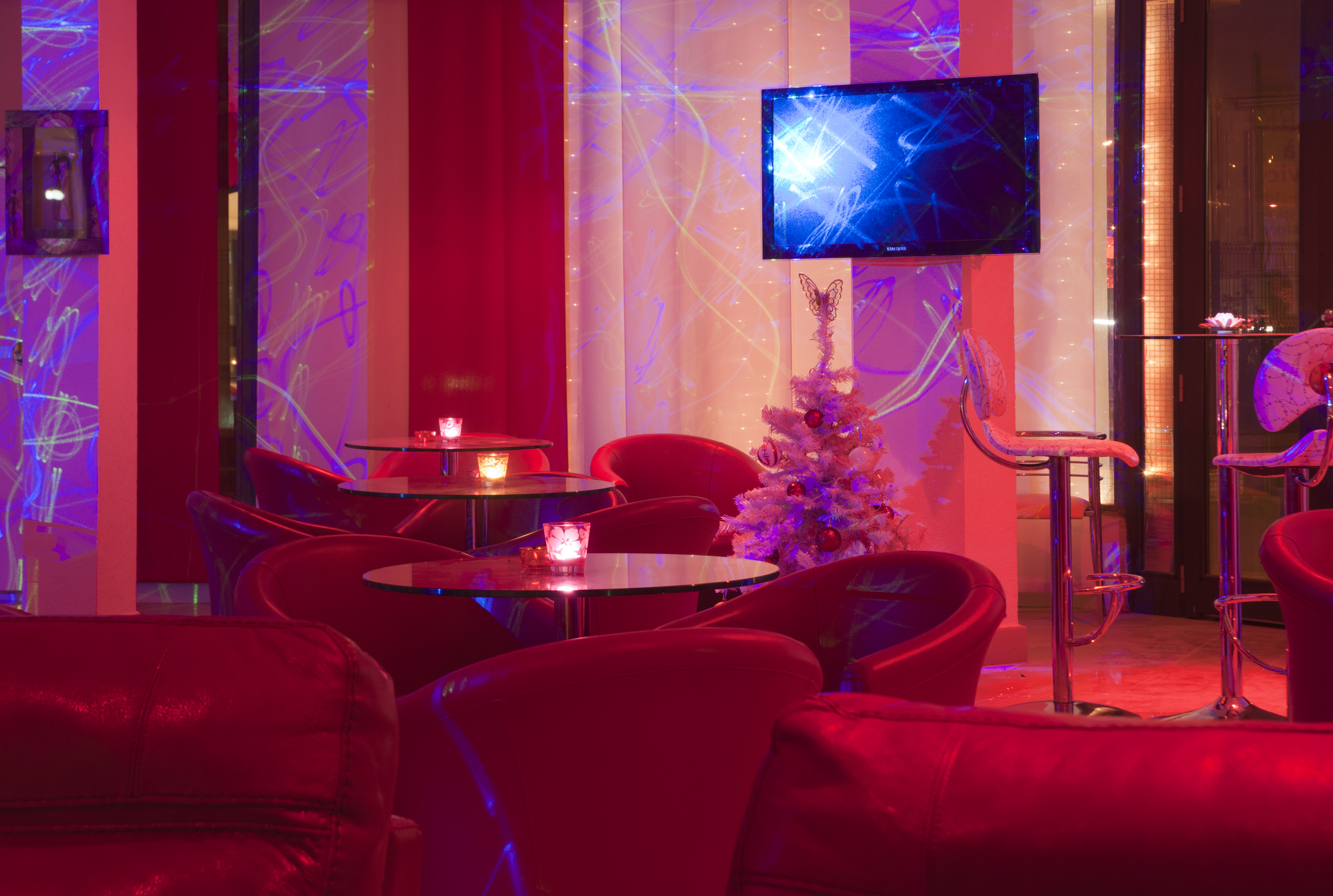
Lounge bar a Ouagadougou

## Consumazioni
Sebbene la consumazione di alcolici resti l'offerta privilegiata per questo tipo di locale, in particolare cocktail in funzione di aperitivo, l'evoluzione e la differenziazione del lounge bar ha portato alla possibilità di consumare sul posto anche degli alimenti che consentono di cenare. La cucina che viene proposta però esiste sempre nell'ottica di non rappresentare mai l'alimentarsi l'occupazione più impegnativa e predominante svolta dall'ospite, per non interrompere le relazioni sociali e mantenere così inalterata la fluidità nel loro scorrere. Quindi si tratta quasi sempre di pasti leggeri e veloci, di solito a buffet e in piccole porzioni, ma di classe, in genere etnici (sushi, tapas, etc) o alternativi (vegani, vegetariani, etc).

## Lounge bar famosi

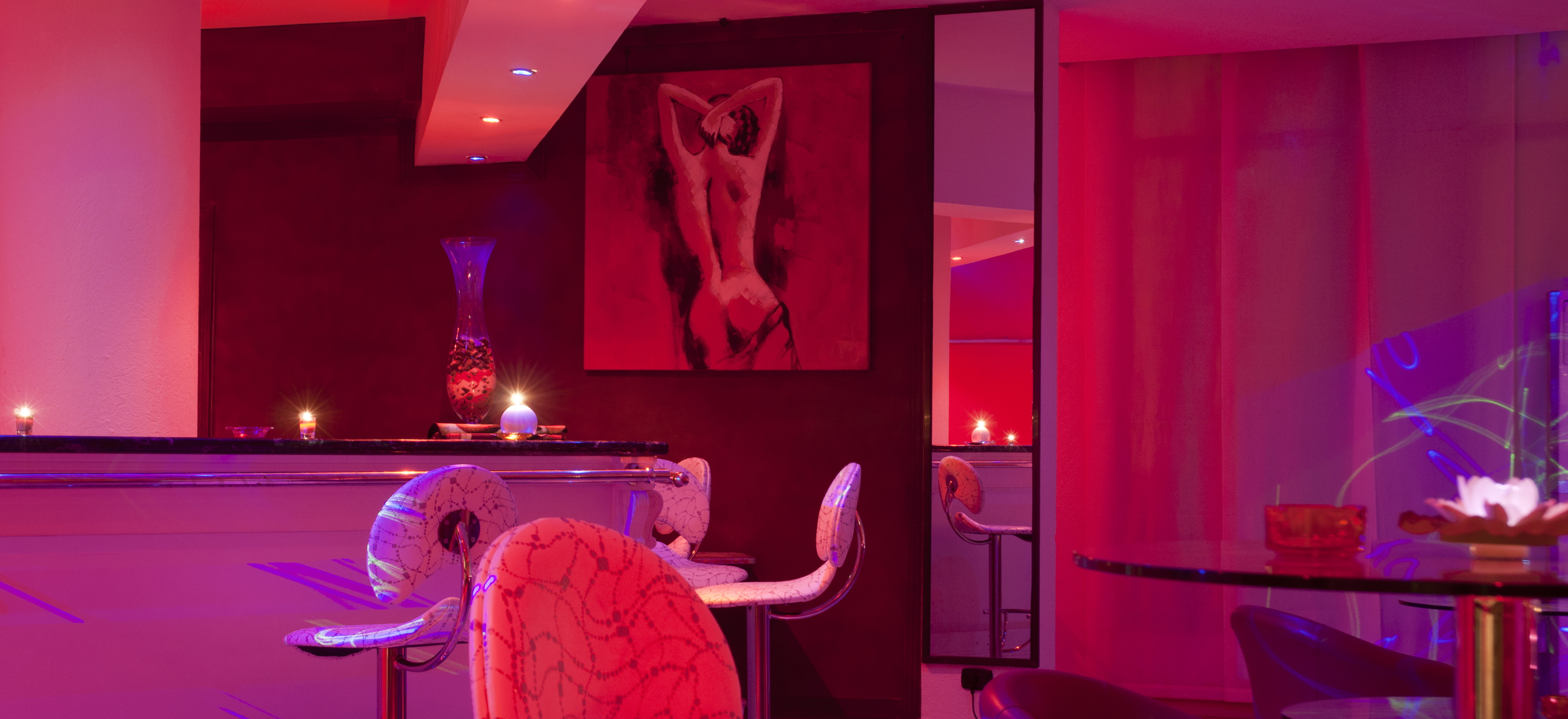
Lounge bar a Ouagadougou

- Quinary, Hong Kong
- Harry's Bar, Parigi
- Oriole Bar, Londra
- Central Station Boutique, Beirut